# Agestrata parryi
Agestrata parryi es una especie de escarabajo del género Agestrata, familia Scarabaeidae. Fue descrita científicamente por Wallace en 1867.
Se distribuye por Malasia. La especie se mantiene activa durante el mes de enero.